# Lacinipolia perta
Lacinipolia perta là một loài bướm đêm trong họ Noctuidae.